# Tháp Gocław

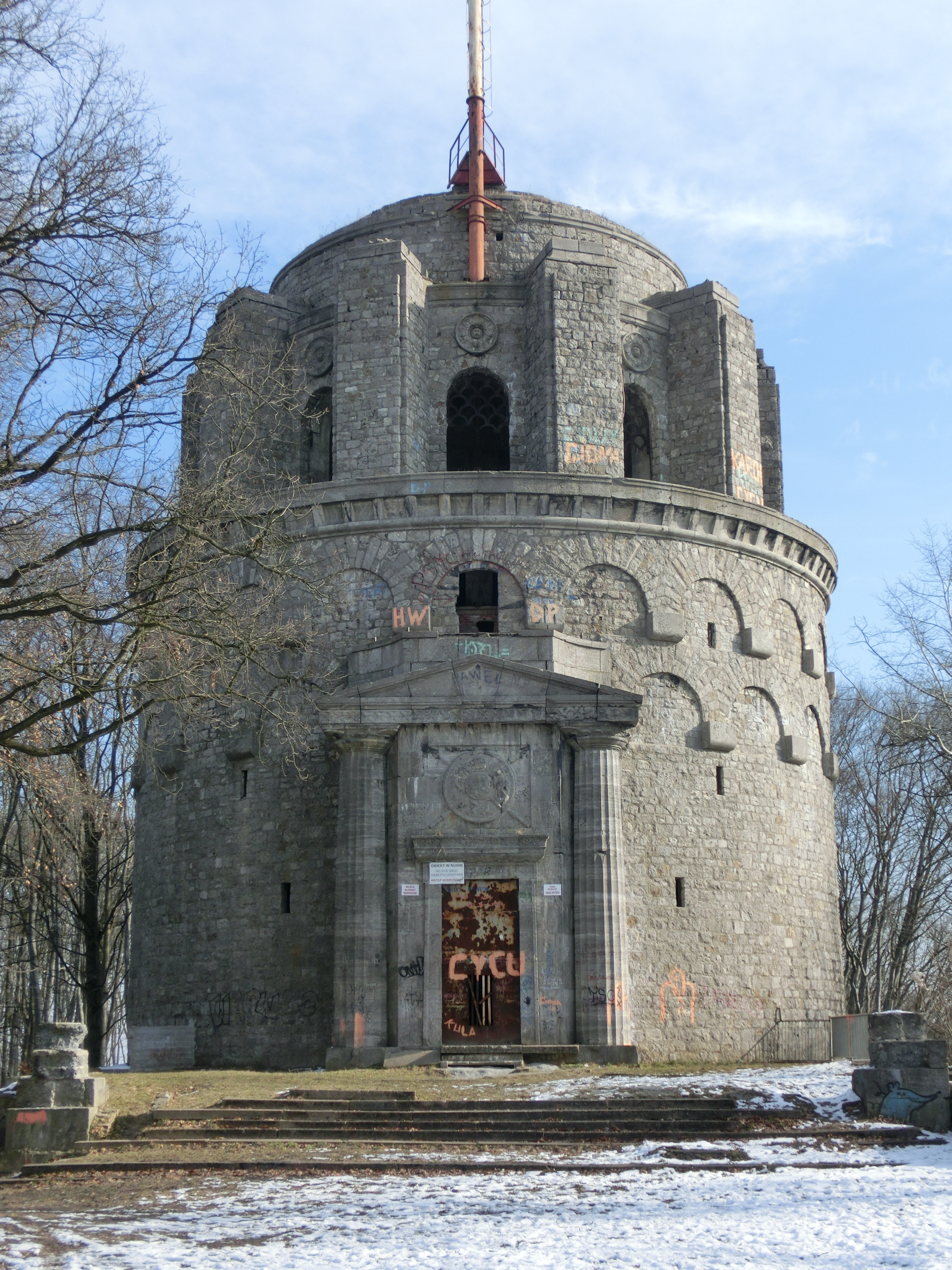
Tháp Gocław

Tháp Gocław ở Szczecin (trước đây là Tháp Bismarck) - được xây dựng nằm trên đồi Xanh trong khu dân cư Gocław ở Szczecin, phía tây của Ba Lan. Ngày nay, ngọn đồi được bao phủ bởi một khu rừng sồi tươi tốt, vì vậy chỉ đứng trên đỉnh tháp mới nhìn được toàn thành phố.

## Lịch sử
Ý tưởng xây dựng tòa tháp được bắt đầu vào năm 1899, tuy nhiên do chưa thống nhất được vị trí cũng như cấu trúc nên việc xây dựng đã bị trì hoãn. Năm 1910, Hiệp hội Xây dựng Đài tưởng niệm Bismarck của tỉnh Pomorze (Vương quốc Phổ) dưới sự lãnh đạo của thống đốc von Eisenhart đã phát động một cuộc thi thiết kế tòa tháp. Thiết kế của Giáo sư Wilhelm Kreis đã được chọn để thực hiện, bản thiết kế tòa táp được mô phỏng theo lăng mộ của vị vua Theodoric the Great ở Ravenna và ngôi mộ của Bá tước Metella. Vào ngày 10 tháng 8 năm 1921, tòa tháp được chính thức khai trương.

## Cấu trúc
Tòa tháp có dạng một hình trụ hai tầng, trên đỉnh được bao phủ bởi một mái vòm, có một thanh sắt (cột buồm) trên đỉnh.
- chiều cao: 25 mét
- thi công: bê tông trộn với vỏ đá vôi (Đá vôi Shell)
- chi phí: 200000 marek (một đơn vị tiền tệ của Đức từ năm 1873)[6]
- đường kính cơ sở: 27 mét
- độ cao từ móng đến sân thượng:14,5 mét
- cột buồm: thép, cao 25 mét, đường kính 41 cm, dày 11 mm

## Tham quan qua hệ thống 3D
Du khách có thể đi bộ quanh Tháp Gocławska bằng công nghệ VR mới http://wieza.rentumi.pl/